# Team Memory Card-Jack & Jones/2000
Deze pagina geeft een overzicht van de Team Memory Card-Jack & Jones-wielerploeg in 2000.

## Algemeen
Sponsor: Memory Card A/S (producent van geheugenkaarten), Jack & Jones (kledingwinkel)
Algemeen manager: Torben Kølbæk
Ploegleiders: Alex Kjeld Pedersen, Bjarne Riis, Per Johnny Pedersen, Jesper Tikiøb, Johnny Weltz, Remi De Moor
Fietsmerk: Vitus

## Renners
| Naam                  | Geboortedatum | Nationaliteit | Ploeg 1999                     |
| --------------------- | ------------- | ------------- | ------------------------------ |
| Christian Andersen    | 18-06-1967    | Denemarken    |                                |
| Michael Blaudzun      | 30-04-1973    | Denemarken    |                                |
| Frank Corvers         | 12-11-1969    | België        | Spar-RDM                       |
| Matthew Gilmore       | 11-09-1972    | België        | Spar-RDM                       |
| Bo Hamburger          | 24-05-1970    | Denemarken    | Cantina Tollo-Alexia Alluminio |
| Tristan Hoffman       | 01-01-1970    | Nederland     | TVM-Farm Frites                |
| Allan Johansen        | 14-07-1971    | Denemarken    | Chicky World                   |
| René Jørgensen        | 26-07-1975    | Denemarken    |                                |
| Mikael Kyneb          | 05-03-1972    | Denemarken    |                                |
| Nicolai Bo Larsen     | 10-11-1971    | Denemarken    |                                |
| Jacob Moe Rasmussen   | 19-01-1975    | Denemarken    | Acceptcard Pro Cycling         |
| Michael Steen Nielsen | 15-02-1975    | Denemarken    |                                |
| Bjarke Nielsen        | 10-02-1976    | Denemarken    | Chicky World                   |
| Jakob Piil            | 09-03-1973    | Denemarken    | Acceptcard Pro Cycling         |
| Arvis Piziks          | 12-09-1969    | Letland       |                                |
| Martin Rittsel        | 28-03-1971    | Denemarken    | Chicky World                   |
| Michael Sandstød      | 23-06-1968    | Denemarken    | Chicky World                   |
| Jesper Skibby         | 21-03-1964    | Denemarken    |                                |

## Overwinningen
| Parijs-Nice 4e etappe: Bo Hamburger Dwars door Vlaanderen Tristan Hoffman Vierdaagse van Duinkerken 1e etappe: Arvis Piziks Eindklassement: Martin Rittsel Ronde van Picardië 2e etappe: Michael Sandstød 3e etappe, deel B: Michael Sandstød Eindklassement: Michael Sandstød GP Herning Michael Sandstød Ronde van Rijnland-Palts 4e etappe: Bo Hamburger |

## Teams

### Ronde van Duitsland
26 mei–1 juni
- [41.] Bo Hamburger
- [42.] Jesper Skibby
- [43.] Michael Blaudzun
- [44.] Allan Johansen
- [45.] René Jørgensen
- [46.] Mikael Kyneb
- [47.] Michael Steen Nielsen
- [48.] Martin Rittsel

1998 · 1999 · 2000 · 2001 · 2002 · 2003 · 2004 · 2005 · 2006 · 2007 · 2008 · 2009 · 2010 · 2011 · 2012 · 2013 · 2014 · 2015 · 2016